# Hutton (Maryland)
Hutton – jednostka osadnicza w Stanach Zjednoczonych, w stanie Maryland, w hrabstwie Garrett.